# Eberhardtia
Predefinição:Semimagem-taxo/e
Eberhardtia é um género botânico pertencente à família Sapotaceae.